# Mogens Lauridsen Løvenbalk
Mogens Lauridsen Løvenbalk (død ca. 1536) til Tjele var en dansk ridder, far til Knud Mogensen Løvenbalk.
Han var søn af Laurids Mogensen Løvenbalk til Tjele og Maren Bille, søster til biskop Ove Bille, forlenedes 1523 med Nørlyng Herred og færdedes 1525 i Skotland, hvor han som Frederik I's sendebud modvirkede Christian II. 1529 deltog han som skibschef i Mogens Gyldenstiernes tog til Akershus. Mest bekendt er han blevet ved sit forhold til Genete Cragengelt, "Den skotske kvinde på Tjele". Han døde omkring 1536, hvorpå Tjele tilfaldt hans søster Maren Lauridsdatter i hendes ægteskab med Erik Skram, da Mogens Lauridsens børn med Genete ikke anerkendtes for ægtefødte.